# Endoiasimyia formosana
Endoiasimyia formosana är en tvåvingeart som först beskrevs av Tokuichi Shiraki 1930.  Endoiasimyia formosana ingår i släktet Endoiasimyia och familjen blomflugor. Inga underarter finns listade i Catalogue of Life.